# Lanark
Lanark (gaelico scozzese: Lannraig; Scots: Lanrik) è una piccola città del Regno Unito.
Si trova nella cintura centrale della Scozia.